# Машенка
Ма́шенка (рос. Машенка) — село у складі Чаришського району Алтайського краю, Росія.

## Населення
Населення — 58 осіб (2010; 62 у 2002).
Національний склад (станом на 2002 рік):
- росіяни — 95 %